# Fityeház
Fityeház (horvátul Fićehaz) község Zala vármegyében, a Nagykanizsai járásban.

## Fekvése
Zala vármegye és Magyarország délnyugati részén, a Principális-csatorna mentén helyezkedik el. Nagykanizsától 13 kilométerre délnyugatra fekszik, a Kiskanizsa központját Murakeresztúrral összekötő 6833-as út mentén. A hazai vasútvonalak közül a településen a Budapest–Murakeresztúr-vasútvonal halad át, amelynek egy megállási pontja van itt, Fityeház megállóhely.

## Története
A levéltári adatok először 1422-ben szólnak a faluról, ekkor Fythyefelde alakban olvashatjuk. A későbbiekben Fygehaza (1531), Fytthye (1573), majd Fityeháza (1786) változatai ismeretesek. Mai végleges formájában 1877-től fordul elő. A Fityeház elnevezés előtagja személynév, mely a "fites-finta" szó családjával áll összefüggésben, és ehhez járult a -ház(a) utótag lakóhely, otthon értelemben. Első említésekor Keresztúri Balázs birtokrészeként találkozunk a településsel peres iratban, a nevezett családja Patófalvi György ellen pereskedett.
Hosszú idő után hallunk újra a településről. 1531-ből azt tudhatjuk meg róla, hogy Kanizsa plébániájához tartozik. 1548-ban 6 portát és 7 szegényt írtak össze, míg 1564-ben 16 jobbágyot. Kanizsai Orsolya 6 negyed és 3 puszta jobbágytelkéről is szólnak a források. A törökök többször megtámadták a helységet, ennek "eredményeként" 1566-ban puszta, négy évvel később pedig teljesen puszta. Egy esztendő múlva hírt adnak arról, hogy a falut lefoglalták a kanizsai vár számára, a lakosokat a várnál szükséges munkák elvégzésére kötelezték. A töröktől való félelmükben a jobbágyok nem mertek községükbe lakni, s az a hódoltság végéig jórészt lakatlan maradt. M. Kovács János "A Magyar Krónikának röviden lerajzolt Summája" című könyvében ez található 1593-ból "A babolcsay segesdi és börzöncei törökök Kanizsáról, a Fityeházi Kastélyra jövének, és azt erősen ostromolták. Kiket Malakóczi Miklós. Zrínyi Györgynek főkapitánya jeles, okos, hadviselő, vitéz ember készen várván, megüté, és igen megveré őket" Ilyen jellegű pozitív leírás a korról nem sok maradt ránk. Inkább komor tényeket tudunk meg a forrásokból. Például 1597-ben arról írnak, hogy a falu teljesen üres volt. Csak 1680 után lakta ismét Fityeházát egyetlen lutheránus jobbágy, aki robot fejében a vár rétjeit kaszálta.
A Kanizsa felszabadítására összegyűlt csapatok azonban újból elpusztították a kis majorságot. A helyet lassan foglalták el az új telepesek. 1690 körül csupán egy kovács élt itt. 1693-ban tulajdonosa a kanizsai plébános volt. 30 hold jó rét és 50 hold makkoltatásra és vadászatra alkalmas erdő jelentette a birtokot, amely néhány év múlva a kincstárra szállt. 1697-ben a mocsárban való hal- és rákfogási lehetőséget említették. 1703-ban már van Schenkendorff báró a bérlő, aki előtte a kanizsai vár parancsnoka volt. Épületként ekkor egy majort, egy házat És két vízimalmot írtak össze, a falu területét pedig 6 hold szántó, 20 szekér rét és 350 négyszögöl tölgy- és bükkerdő alkotta. A község a 18. században többször is gazdát cserélt. 1720-ban Esch József tábornok vásárolta meg.
Három esztendővel később azonban báró Pálffy Miklós nádor már szolgálataiért Petrák Istvánnak adta a teljes praediumot. 1728-ban 12 hold volt a szántó, továbbá egy – makkoltatásra alkalmas – kis erdőről is tudunk. Batthyány Lajos nádor birtokába – a kanizsai uradalom részeként 1744-ben került Fityeház, s e család még 1935-ben is a legfőbb tulajdonosa volt. A lakosság ekkortájt földműveléssel és állattenyésztéssel, valamint halászattal, rákászással, pákászkodással foglalkozott. Legelő, erdő bőségesen volt.
1750-ben 18 gazda és 1 özvegy szerepelt az összeírásokban. 1756-ban mar 36 jobbágyról és 2 házas zsellérről szóltak a források; 38 házát is említették a falunak. A jobbágyok évente öt nap gyalogrobottal szolgáltak, s készpénzzel is adóztak.
A túlzott követelések – súlyos robot, magas adó – valamint a sok büntetés és a rétek elvétele miatt a lakosok már 1766-ban panasszal fordultak a Batthyány úriszékhez, de eredménytelenül. A község lakosai a 18. század közepéig főleg magyarok, utána egyre több lett a horvátok száma. 1770-ben megjegyzik, hogy az 51 család 254 személyéből sok az idegen nyelvű. A falunak előnye származott abból, hogy terményeit el tudta adni Kanizsán. Két évvel később már 56 jobbágyot számoltak meg. 1778-ban a földesúr Batthyány Ádám volt. A parasztok búzát, rozsot és zabot termeltek. Fityeház lélekszáma tovább emelkedett, a nevezett esztendőben 298-an éltek benne. Templommal, temetővel nem rendelkezett, saját tanítója sem volt. A helység a 18. századtól Szepetnek fíliája, a gyermekeket az anyaegyház tanítója oktatta a faluban (egészen 1880-ig). 1780-ban 52 irtásbirtok és 157 3 kaszás rét olvasható az összeírásokban. A település határa ebben az időben tágas, erdeje bőséges. Népessége 1786-ban 378, míg 1792-ben – amikor Batthyány Lajos a tulajdonos – 397 fő. Egyes források a század utolsó éveiben még magyar falunak titulálták, a 19. században azonban már horvátként tartották számon. 1802-re 551-re nőtt a lakosság száma, 1819-ben pedig 76 házban 581-en éltek. Utóbbi évben már a saját boruknak saját háznál történő kimérési jogáért is 60 Ft árendát fizettek a szerződésük értelmében. Az 1828. esztendei összeírás szerint a 649 főből 107 adózott. A lakosok kétnyomásos gazdálkodással búzát, rozsot, árpát és zabot termeltek. Mind többen süllyedtek zsellérsorba.
1847 után 7 úrbéres telek volt a faluban, mellettük 92 zsellér. 1870-ben még nagyon alacsony volt falu kulturális szintje, az adatok szerint 628 analfabéta volt, a tíz évvel később létesített iskola azonban jelentősen hozzájárult a szellemi fejlődéshez. A gazdasági előrelépést az segítette, hogy ez idő tájt (a 70-es Években) Fityeház a Nagykanizsa-Pécs vonalon vasúti megállót kapott. Ekkor irtatták ki a települést övező öregerdő egy részét is, melynek következtében újabb szántóhoz jutottak. Legelőt viszont továbbra is a szomszéd községek határában kellett bérelniük. Elsősorban burgonyát, kukoricát és rozsot termeltek és főleg szarvasmarhát, sertést, baromfit tartottak – halászattal, valamint gyűjtögetéssel foglalkozott.
A községi elemi iskola 1925-ben két tanerővel működött. Három kis szatócsüzlet, egy kovács és egy molnár is volt itt. A lakosság életét még mindig a szegénység jellemezte, mindössze két parasztnak volt tíz holdnál több földje. Herceg Batthyány-Strattmann László 421 holddal rendelkezett, mely főként erdő és rét volt. A népesség fokozatosan emelkedett, 1910-ben 820, 1920-ban 928, míg 1923-ban 1032 lélek élt a településen. Az emberek mintegy 96%-a horvát anyanyelvű, a magyarság 4%-ot tett ki. Szinte valamennyi lakos katolikus vallású volt. Tovább nőtt az írni-olvasni tudók száma is (1930: 727 fő). 1938-ban új iskolaépületet adtak át. A század első felében sok fiatal summás munkával kereste meg a kenyérrevalót, többen próbáltak a vasútnál is elhelyezkedni, volt, aki kivándorolt Amerikába.
A Mura és a Principális-csatorna közelsége miatt a halászat továbbra is jelentősnek mondható, a háziiparok közül pedig a vesszőfonást kell kiemelni. Kitűnő takácsaik voltak, a délszláv közösségeket ők látták el a szükséges termékekkel. 1960-ban még 1019 fő élt a faluban, ekkor a lakosság 70%-a volt horvát nemzetiségű. A népesség utána fokozatosan csökkent, az említett évhez viszonyítva 27%-ot, hiszen jelenleg 739 ember lakik itt. A horvát nyelvet (anya-) ma már főkent csak az idősebb korosztály beszéli rendszeresen. Az aktív dolgozók száma 455, a munkanélküliek aránya 5-6%. A község általános iskolájának körzetesítésére 1974. szeptember 1-jével került sor. Ez annyit jelentett, hogy az 1-3. osztály maradt helyben, s az intézmény Murakeresztúr általános iskolájának tagiskolája lett. A tanulók létszáma a körzetesítés előtti tanévben 127, utána 55 fő volt. Az oktatást 4 pedagógus végezte, egy tanár egyúttal a tagiskola vezetői feladatait is ellátta.
1991-ben visszatelepítették a felső tagozatot, így szeptemberben 8 osztállyal indult meg a munka. 14 pedagógus kezdett dolgozni 80 gyermekkel. Ebben az esztendőben született meg a döntés arról, hogy az önkormányzat tatarozza és bővíti az iskolaépületet. A beruházás 1992-ben kezdődött el, 1994-ben fejeződött be, értéke pedig 35 millió Ft. Az addig szükségtantermekben is zajló oktatás 1994. szeptember 1-jétől szép és korszerű körülmények között folytatódhatott. Ennek ellenére azonban tizenhat tanév után, 2007-ben  az iskola bezárta kapuját. Az óvoda 1955-ben készült el, 1986-ban, majd 1997-ben felújították, s jelenleg is működik napközi otthonos rendszerben. 1959-ben kultúrház épült mozival -lakossági összefogással, ezt 1985-ben renoválták.
A kulturális igényeket a könyvtár is kielégíti. A település legjelentősebb rendezvénye a pünkösd napon tartott falunap és búcsú. Az iskola legutóbbi bővítésével felszabadult egy tanterem – az ún. kápolnás iskola – amelyet a korábbi években a fityeháziak templomként használtak. 1994-95-ben az önkormányzat, a katolikus egyház, valamint a lakosság pénzbeni és munkával való hozzájárulásával az épületet felújították és átalakították, így ma újra templomként funkcionál. Felszentelése 1995-ben pünkösd napján történt. A falu lakosai 100%-ban katolikus vallásúak. Az orvosi rendelőt 1965-ben létesítették. 1990-ben a sportszerető fiatalok – különböző támogatások segítségével és nem kis összegű önerővel – sportlétesítmény építéséhez fogott, s ez egy év múlva el is készült az öltözővel, klubhelyiséggel együtt.
Az egészséges életmód gyakorlásához és a sporttevékenységhez nyújt lehetőséget a futball-, kosár-, kézilabda- és futópálya. A sportegyesület labdarúgó csapata a megyei bajnokságban szerepel évek óta. Fityeház 1942-ben kapott kövezett utat. 1988-89-ben aszfaltburkolatot tettek a Petőfi és Rákóczi utcára, a portalanítottak aránya azonban még így is csak 45%. 1949-ben történt meg a község villamosítása. 1976-ban a lakossági önerő bevonásával épült meg a vízvezetékrendszer. A 251 lakás mindegyikében van vezetékes ivóvíz.
Megoldott a szervezett kommunális szilárd hulladékgyűjtés is. 1994-ben szintén önerőből kezdődött a cross-bar rendszerű telefonfejlesztés, jelenleg a házak 48%-a telefonnal ellátott. A helyi kábeltelevíziót a lakások 80%-ában tudják fogni, a falutévé rendszeresen jelentkezik önálló műsoraival. A földosztáskor 178 gazda kapott birtoklevelet. A Győzelem Tsz 1949-ben alakult meg. A falu 1959-től termelőszövetkezeti község, a Hunyadi Tsz szintén ekkor jött létre; taglétszáma 1965-ben 214 fő volt. Öt évvel később azonban Murakeresztúr és Fityeház szövetkezetei egyesültek. Új Élet MGTSZ néven – előbbi székhellyel. A termelőszövetkezetek körzetesítése 1974-ben ment végbe, amikor megalakult a Muramenti MGTSZ, ahová Fityeház is tartozott. A tsz végül 1997 januárjában megszűnt. Az ott dolgozók munkanélkülivé váltak. Az gazdaszövetkezet (Murakeresztúron) már csak kis létszámot tud foglalkoztatni.
A kárpótlás során földhöz jutott emberek közül kevesen gazdálkodnak birtokukon a művelést segítő gépek hiánya miatt, a juttatott földek nagy részét tulajdonosaik bérbe adták. Állattartást is csak saját céljukra, szükségletükre folytatnak a lakosok. A munkaképes korú lakosság a murakeresztúri vasútállomáson, nagykanizsai üzemekben és az önkormányzat intézményeiben dolgozik. A községben működik a BEATO Bt. amely szarvasmarha-tenyésztő telepet üzemeltet. A 21 vállalkozó mellett 2 vegyesbolt és 2 vendéglátó egység található.
1991-ben a falu első és második világháborús emlékművet állíttatott fel az Alkotmány téren. Ugyanitt műemlék jellegű látnivaló a Pieta szobor, mely népies késő barokk stílusban készült 1809-1814 között. Alsó, szélesebb talapzatának két oldalán Szent Flórián és Szent Vendel szobra van, a magasabb, keskenyebb középső részen helyezkedik el maga a Pieta szoborcsoport. Fityeház az 1990-es választásokig Murakeresztúr társközsége volt. A társközségi lét rányomta bélyegét a településre, fejlesztés – a kisebb felújításokon kívül – ezekben az években nem történt. A rendszerváltás nagy változást hozott a helység életébe. A megválasztott új önkormányzat legfontosabb feladatának azt tekintette, hogy a falu tovább elhalásának gátat vessen. Az utóbbi időben sokan visszatelepültek. A célok megvalósítása érdekében 1990-ben 15 építési telket értékesítettek, amelyek mára beépültek, ez lett Fityeház legújabb utcája.
Az 1994-es helyi választásokkor a képviselők független, kisebbségi jelöltként indultak és lettek megválasztva. Az önkormányzat az alakuló ülésen települési kisebbségi önkormányzattá alakult, s ma is így működik. 1995-ben a település testvérközségi kapcsolatot hozott létre a horvátországi Muraviddel. A két település között kialakult élő kapcsolat az egymás rendezvényein történő kölcsönös részvételtől, a gyerekek közös nyári táborozásán át az iskolai tanórákon történő cserelátogatásokig terjed.
Fityeház a közelmúltban erőteljesen fejlődött. A következő fejlesztési cél a több mint 150 millió Ft-os szennyvízcsatorna hálózat kiépítése. A tervszerű fejlesztés, gazdálkodás, a lakók szorgalma biztosítja a lehetőséget arra, hogy a falu fokozatosan szépüljön, gyarapodjon a jövőben is.

## Közélete

### Polgármesterei
- 1990–1994: Takács Balázs (független)[4]
- 1994–1998: Takács Balázs (független horvát kisebbségi)[5]
- 1998–1999: Takács Balázs (független)[6]
- 1999–2002: Takács József (független)[7]
- 2002–2006: Takács József (független horvát kisebbségi)[8]
- 2006–2010: Dr. Surdi Krisztina (független)[9]
- 2010–2014: Tatai István (független)[10]
- 2014–2019: Tatai István (független)[11]
- 2019–2024: Dr. Takács József (független)[12]
- 2024– : Dr. Takács József (független)[1]

A településen 1999. május 30-án időközi polgármester-választást tartottak, aminek oka még tisztázást igényel, de az előző polgármester nem indult el rajta (a lakosok egyetlen jelöltre szavazhattak).

## Népesség
A település népességének változása:
| Lakosok száma | 649  | 633  | 640  | 635  | 598  | 587  | 580  |
|               | 2013 | 2014 | 2015 | 2021 | 2022 | 2023 | 2024 |

A 2011-es népszámlálás idején a nemzetiségi megoszlás a következő volt: magyar 78,5%, horvát 20,4%, német 0,67%. A lakosok 79,6%-a római katolikusnak, 0,6% reformátusnak, 1,2% felekezeten kívülinek vallotta magát (18,3% nem nyilatkozott).
2022-ben a lakosság 93,6%-a vallotta magát magyarnak, 30,4% horvátnak, 1,3% németnek, 1,3% cigánynak, 0,2% szerbnek, 0,2% szlováknak, 2% egyéb, nem hazai nemzetiségűnek (6,4% nem nyilatkozott; a kettős identitások miatt a végösszeg nagyobb lehet 100%-nál). Vallásuk szerint 61,7% volt római katolikus, 0,3% református, 0,2% evangélikus, 0,2% egyéb keresztény, 1% egyéb katolikus, 3,8% felekezeten kívüli (32,6% nem válaszolt).

## Nevezetességei
- Szent István-szobor[15]

## Testvértelepülés
- Muravid, Horvátország